# Jože Prvinšek
Jože Prvinšek, slovenski častnik, veteran vojne za Slovenijo, * 10. marec 1947, Vrhnika, † marec 2002.
Polkovnik Prvinšek je bil visoko odlikovani pripadnik Slovenske vojske.

## Vojaška kariera
- poveljnik 51. občinskega štaba TO RS (? - ?)
- načelnik štaba 1. specialne brigade SV (1991 - )

## Odlikovanja in priznanja
- red Slovenske vojske (15. maj 2002) - posmrtno
- bronasta medalja Slovenske vojske (12. maj 1999)
- spominski znak Načelniki pokrajinskih štabov TO 1991 (25. februar 1998)
- spominski znak Hrast (24. februar 1998)
- spominski znak Republiška koordinacija 1991[1]